# Xabi Prieto
Xabier "Xabi" Prieto Argarate (sinh ngày 29 tháng 8 năm 1983) là một cựu cầu thủ bóng đá chuyên nghiệp người Tây Ban Nha thi đấu chủ yếu ở vị trí tiền vệ phải. Anh là một cầu thủ có kỹ năng lừa bóng tốt, anh cũng là một chuyên gia đá phạt.
Anh đã dành toàn bộ sự nghiệp của mình cho Real Sociedad, thi đấu 530 trận cho câu lạc bộ.

## Danh hiệu
Real Sociedad
- Segunda División: 2009–10[5]